# East Galesburg
East Galesburg és una població dels Estats Units a l'estat d'Illinois. Segons el cens del 2000 tenia 839 habitants.

## Demografia
Segons el cens del 2000, East Galesburg tenia 839 habitants, 344 habitatges, i 256 famílies. La densitat de població era de 221,9 habitants/km².
Dels 344 habitatges en un 29,7% hi vivien nens de menys de 18 anys, en un 63,4% hi vivien parelles casades, en un 8,1% dones solteres, i en un 25,3% no eren unitats familiars. En el 18,6% dels habitatges hi vivien persones soles el 7,3% de les quals corresponia a persones de 65 anys o més que vivien soles. El nombre mitjà de persones vivint en cada habitatge era de 2,44 i el nombre mitjà de persones que vivien en cada família era de 2,8.
Per edats la població es repartia de la següent manera: un 22,6% tenia menys de 18 anys, un 7,4% entre 18 i 24, un 25,9% entre 25 i 44, un 31,1% de 45 a 60 i un 13% 65 anys o més.
L'edat mediana era de 41 anys. Per cada 100 dones de 18 o més anys hi havia 97,9 homes.
La renda mediana per habitatge era de 41.324 $ i la renda mediana per família de 44.750 $. Els homes tenien una renda mediana de 35.089 $ mentre que les dones 22.500 $. La renda per capita de la població era de 21.532 $. Aproximadament el 3,5% de les famílies i el 6,3% de la població estaven per davall del llindar de pobresa.

## Poblacions més properes
El següent diagrama mostra les poblacions més properes.